# Shu-bi-40
Shu-bi-dua 40 er navnet på Shu-bi-duas album, som udkom i 1993. Albummet ligger uden for den normale kronologiske nummering af gruppens andre studiealbums og består af nyfortolkninger af klassiske engelske julesange i reggae-stil.

## Spor
| #   | Titel                       | Længde |
| --- | --------------------------- | ------ |
| 1.  | "White X-mas"               | 3:10   |
| 2.  | "High From 3 Top"           | 3:30   |
| 3.  | "Snowflox"                  | 2:30   |
| 4.  | "Rockin' Around Da X-Mas-3" | 3:00   |
| 5.  | "Rudolph"                   | 2:00   |
| 6.  | "Silent Night"              | 2:55   |
| 7.  | "Da Little Drummer Boy"     | 3:05   |
| 8.  | "Jingle Bells"              | 3:40   |
| 9.  | "Mary Boy Child"            | 2:55   |
| 10. | "12 Day of X-mas"           | 5:55   |